# Humanitární intervence
Humanitární intervence může být definována jako užití vojenské síly vůči druhému státu za veřejně deklarovaným účelem ukončení porušování lidských práv na jeho území. V širším slova smyslu, kdy do definice zahrnujeme i nevojenské formy intervencí, je pak humanitární intervence chápána jako soubor metod boje proti lidskému utrpení na území jiného suverénního státu. Obecně uznávaná definice humanitární intervence však neexistuje. Spornou otázkou je např. souhlas státu, na jehož území je intervence prováděna, otázka nutnosti schválení ze strany Organizace spojených národů, či zda jsou humanitární intervence omezeny pouze na donucovací prostředek.
I přes to však existují teze, ve kterých panuje široká shoda:
- Ústředním prvkem humanitární intervence je hrozba či použití vojenské síly.
- Jedná se o intervenci ve smyslu intervence do vnitřních věcí státu prostřednictvím vojenských sil bez předchozí agrese.
- Intervence je motivována humanitárními aspekty, nikoliv přímými zájmy zasahujícího státu.

Humanitární intervence jsou stále vážnou otázkou zahraniční politiky, především po provedení intervence NATO v Kosovu v roce 1999, po jejímž ukončení došlo k diskuzi ohledně otázky státní suverenity a jejího narušení a rozpracování konceptů zabývajících se lidskoprávním kontextem a použitím síly. Kromě toho dochází také k diskuzi ohledně legality užití síly, kdo by tuto sílu měl využít a za jakých podmínek.

## Historie konceptu
Přesto že pojem humanitární intervence přichází do veřejných debat až v 90. letech, polemika o zasahování do vnitřních záležitostí jiných států je zřejmá už od starověku. V kontextu mezinárodního práva se otázkou humanitární intervence zabýval již Hugo Grotius v 17. století nebo John Stuart Mill v eseji Pár slov o nezasahování z roku 1859: Spornou otázkou je zasahování do řízení vnitřních záležitostí jiné země; je otázkou, zda je ospravedlnitelné, aby se národ podílel na občanské válce na straně jednoho z účastníků; a především, zda je ospravedlnitelné pomáhat lidu jiné země v boji za svobodu; nebo zda lze uložit jiné zemi jakoukoliv konkrétní vládu či instituce, ať už ve prospěch této země samotné, nebo jako nutnost pro zachování bezpečnosti jejích sousedů.
Od začátku devadesátých let se situace výrazně proměnila, neboť se obnovila po studené válce mezinárodní spolupráce, která umožňovala otevřenější debaty o užití ozbrojené síly obecně i z humanitárních důvodů. Právě od devadesátých let prudce vzrostl počet vnitrostátních konfliktů, které postihovaly nejvíce civilní obyvatelstvo. Kvůli tomu se zvýšila angažovanost mezinárodních organizací, v čele s Organizací spojených národů (OSN). Tyto konflikty otevřely debaty o přijatelnosti vojenských zásahů do vnitrostátních konfliktů. Na jedné straně totiž stojí zastánci, kteří argumentují zpochybněním absolutní platnosti suverenity států, pokud jejich představitelé zásadně porušují bezpečnost a práva občanů. Na straně odpůrců se vyvinul postupně názor, který pochybuje o nesobeckých zájmech intervenujících a argumentuje principy nezasahování a ochranou suverenity.

## Definice a kontroverze
Fernand R. Tesón definuje humanitární intervenci jako přiměřené mezinárodní užití ozbrojené síly, v podstatě provedené liberální vládou nebo aliancí, zaměřené na ukončení útisku a anarchie. Je vítáno oběťmi a je v souladu s doktrínou dvojího účinku.
Lenka Lakotová interpretuje Tesónovu definici následovně: je to hrozba alebo použitie sily cez hranice štátu štátom (alebo skupinou štátov) cielená na prevenciu alebo ukončenie rozsiahlych a hrubých porušení základných l’udských práv jednotlivcov iných než jeho vlastných občanov, bez povolenia štátu, v rámci kterého teritoria je sila aplikovaná.
Verwey pojmem humanitární intervence rozumí hrozbu nebo použití ozbrojené síly jedním nebo více státy na území jiného státu za výlučným účelem zastavení, popř. prevence závažných a rozsáhlých porušování lidských práv, zvláště pak práva na život, bez ohledu na státní příslušnost oběti a bez předchozí autorizace příslušných orgánů OSN nebo svolení teritoriálního státu.
Dle Šárky Kolmášové pak humanitární intervence je nejčastěji konceptualizována jako vojenský zásah - provedený státem, skupinou států či mezinárodní organizací - bez souhlasu cílového státu, který je motivován humanitárním zájmem o obyvatele tohoto státu, - a může, ale nemusí být autorizován Radou Bezpečnosti OSN.

### Klasicisté vs. Realisté
Pojem humanitární intervence má mnoho zastánců i odpůrců. Na základě toho se liší jednotlivé teoretické koncepce, kterých je mnoho. Zde budou představeny dva základní tábory, které jsou asi nejčastější. Klasicisté vycházejí především z kogentní normy, od které se není za žádných okolností možno odchýlit. Odkazují se na článek 2(4) Charty OSN, který v systému mezinárodního práva hovoří o zákazu použití ozbrojené síly. Důvodem je, že neomezená volnost států uchylovat se k použití ozbrojené síly dle libosti, by v decentralizovaném systému mezinárodního práva vedla k dramatickému nárůstu ozbrojených střetů. Pro udržení mezinárodního míru tento zákaz vyjadřuje nepostradatelnou podmínku, stejně jako pro záchranu mezinárodního systému před anarchií. Vedlo by to k riziku zneužití tohoto institutu. Poukazují na to, že zejména dominantním státům by legalizace humanitární intervence nahrávala, a tyto státy by toho využívaly jako zástěrku pro své hegemonické a agresivní zájmy vůči slabším státům. To vše by bylo navíc umocněno existencí zbraní hromadného ničení. Jejich použitím bychom se mohli dostat k nepředvídatelné eskalaci daného konfliktu, který by mohl vyústit v podstatně závažnější ztráty na životech, než původně představovaly ty, jejichž zamezení bylo cílem podniknuté intervence.
Naopak realisté vycházejí z jejich pojetí povahy a funkce mezinárodního práva. Odmítají pohled na právo jako na uzavřený systém neutrálních právních pravidel. Dle nich řada norem mezinárodního práva, a to obzvláště v našem případě normy k použití ozbrojených sil, jsou charakterizovány vysokým stupněm obecnosti. Tyto normy jsou pak přístupné odlišným, přesto legitimním výkladům. A každý takový výběr je podmíněn různými humanitárními, morálními, či společenskými ohledy. Zákaz použití ozbrojených sil se snaží vykládat tak, aby to umožnilo nalezení rozumné rovnováhy mezi hodnotami mezinárodní stability a respektu k základním lidským právům. Jejich cílem je, aby se vytvořil takový mezinárodní řád, který by byl založen na hodnotách lidské důstojnosti, a nejen pouhého udržení mezinárodní stability.

### Suverenitavs. humanitární intervence
Hlavní spor, který mezi sebou vedou zastánci a odpůrci humanitární intervence se také točí okolo konfliktu zastánců tradičně dominující státní suverenity, která je jedním ze základních principů v mezinárodních vztazích na straně jedné, a na straně druhé nové vznikající norma důrazu na ochranu lidských práv a bezpečnosti. Suverenita je pojmový znak státu a základní stavební kámen dobrého systému mezinárodního práva. Přímým důsledkem suverenity a základním prostředkem její ochrany je zákaz vměšování se do vnitřních a vnějších záležitostí států. Extrémní formou porušení suverenity je pak hrozba či použití ozbrojené síly. A tak je tradiční nedotknutelnost suverenity v případě humanitární intervence konfrontována se zájmem na ochraně lidského života a důstojnosti.

### Humanitární intervence a R2P (Responsibility to protect)
V roce 2001 vydala Mezinárodní komise pro intervenci a státní suverenitu (ICISS) zprávu Responsibility to protect, neboli Odpovědnost za ochranu. Dokument se zabýval tím, jakým způsobem efektivně zareagovat na masivní porušování lidských práv, kde hledal kompromis právě mezi státní suverenitou a humanitární intervencí. Hlavní změna v nové terminologii přecházela od „práva intervenovat“ na „zodpovědnost chránit.“ Nejdůležitější princip R2P zněl že, základní zodpovědnost chránit své občany leží ve státě samotném. Pokud tento stát není schopný, nebo ochotný plnit tuto zodpovědnost, přenáší se zodpovědnost na mezinárodní komunitu. R2P bylo specifikováno na situace genocidy, etnických čistek, válečných zločinů a zločinů proti lidskosti. Odpovědnost je rozdělena do tří oblastí:
- odpovědnost státu za ochranu,
- odpovědnost mezinárodního společenství asistovat státu při ochraně a
- odpovědnost mezinárodního společenství zasáhnout, pokud stát zjevně selže.[12]

R2P řeší rozpor státní suverenity, zásady nevměšování a univerzální ochrany před závažným a extrémním porušováním lidských práv. Navrhuje širokou škálu možných způsobů řešení humanitárních krizí, z nichž ale humanitární intervence je nadále považována za problematickou, tudíž za krajní a velmi výjimečný nástroj.

## Zakotvení v mezinárodním právu
Humanitární intervence se ať už explicitně, či implicitně odkazuje k určitým normám, či zásadám, které zásadně formují její význam v mezinárodním společenství. Mezi ně patří:
- univerzální ochrana lidských práv,
- solidarita s trpícími,
- zajištění lidské bezpečnosti,
- užití síly jako poslední možnost,
- spravedlivé úmysly,
- rozumné šance na úspěch a
- přiměřenost prostředků cílům.[14]

Humanitární intervence dosud nebyla právně zakotvena. Nicméně, již po několik staletí si nesčetný zástup autorů klade otázku, zdali se jedná o platnou součást mezinárodního práva nebo o závažné mezinárodně protiprávní chování. Přijetím Charty OSN se rozporuplnost vyhrotila. Postavení humanitární intervence v mezinárodním právu se dostala do ještě většího postavení nejednoznačnosti. V Chartě OSN se deklarují cíle nové organizace, a to v prvé řadě uchránit budoucí pokolení metly války, žít společně v míru a zachovávat mezinárodní mír a bezpečnost. Za tím účelem se smluvní strany zavazují urovnávat všechny spory mírovými prostředky a prohlašují, že ozbrojené síly nemá být užito jinak, než ve společném zájmu. Z toho jak vidíme, vyplývá, že Charta OSN humanitární intervenci ani výslovně nedovoluje, ani nezakazuje. Roman Barinka uvádí, že rozhodující silou ve vývoji mezinárodního práva je mezinárodní praxe; a dokud nebude tato praxe dostatečně ustálená a reprezentativní, s přesvědčením států o její závaznosti, a dokud budou státy své chování obhajovat poukazem na právo legitimní sebeobrany, popřípadě na morální a politickou nutnost, nelze o „reinterpretaci“ Charty OSN a o vytvoření nového práva jednostranné humanitární intervence uvažovat. Obavy z narušení mezinárodní stability jsou příliš velké, než aby státy pociťovaly nutnost rozmělnění striktních omezení článku 2(4) Charty OSN.

## Konkrétní případy
1. Genocida ve Rwandě (1994)
2. Invervence NATO v Kosovu (1999)
3. Krize v Dárfúru (2004–2008)
4. Intervence NATO v Libyi (2011)